# Stichting Zeldzame Huisdierrassen
De Stichting Zeldzame Huisdierrassen (SZH) is een in 1976 opgerichte stichting met het doel de diversiteit van Nederlandse boerderij- en huisdieren te behouden en te zorgen dat de zeldzame rassen niet uitsterven. Bij de oprichting waren onder andere de Universiteit Utrecht, Rijksuniversiteit Groningen, Ministerie van Landbouw en Visserij en het Rijksinstituut voor Natuurbeheer betrokken.
De stichting speelt een verbindende rol tussen verschillende partijen die zich inzetten voor de zeldzame rassen en organiseert activiteiten om kennisuitwisseling te bevorderen en de zeldzame rassen te promoten en te behouden. Zo heeft de stichting een ondersteunende rol voor rasorganisaties en stamboekorganisaties. 
De stichting wordt gerund door enkele medewerkers, een dagelijks en algemeen bestuur en vrijwilligers. Zij publiceert een tijdschrift, Zeldzaam huisdier, dat vier keer per jaar verschijnt.
SZH zet zich in voor het behoud van rassen van de volgende diersoorten:
- Runderen
- Paarden
- Schapen
- Geiten
- Varkens
- Honden
- Ganzen
- Eenden
- Konijnen
- Kippen
- Duiven
- Bijen